# Olios chubbi
Olios chubbi är en spindelart som beskrevs av Roger de Lessert 1923. Olios chubbi ingår i släktet Olios och familjen jättekrabbspindlar. Inga underarter finns listade i Catalogue of Life.